# Конфрансон
Конфрансон (фр. Confrançon) насеље је и општина у источној Француској у региону Рона-Алпи, у департману Ен (Рона-Алпи) која припада префектури Бурж ан Брес.
По подацима из 2011. године у општини је живело 1200 становника, а густина насељености је износила 66,04 становника/km². Општина се простире на површини од 18,17 km². Налази се на средњој надморској висини од m метара (максималној 224 m, а минималној 192 m).

## Демографија
| 1962. | 1968. | 1975. | 1982. | 1990. | 1999. | 2011. |
| ----- | ----- | ----- | ----- | ----- | ----- | ----- |
| 728   | 657   | 725   | 720   | 805   | 862   | 1.200 |

График промене броја становника у току последњих година